# Svarttjärnen (Gagnefs socken, Dalarna, 670308-145471)
Svarttjärnen är en sjö i Gagnefs kommun i Dalarna och ingår i Dalälvens huvudavrinningsområde.